# Doyen de Ripon

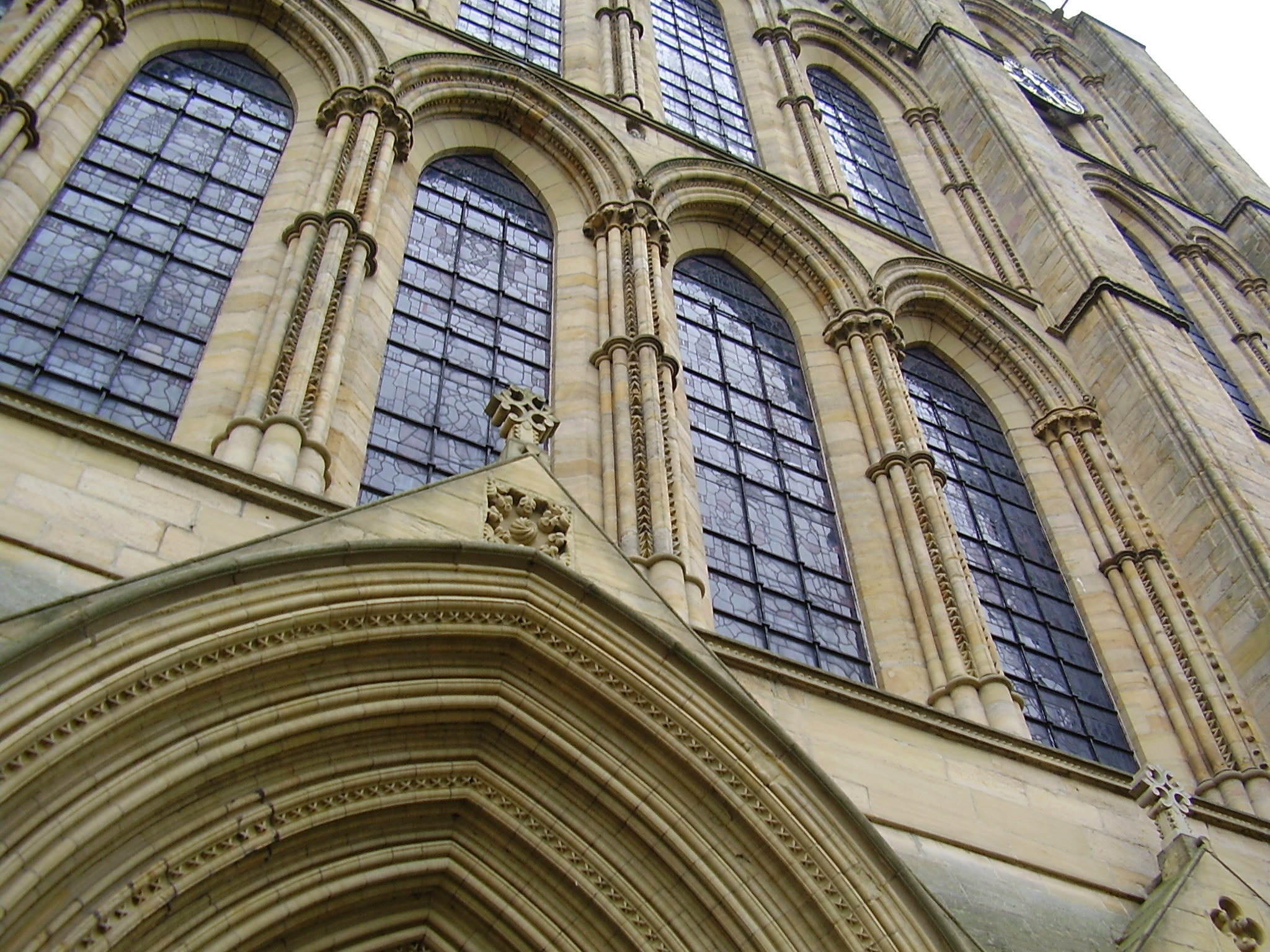
La façade occidentale de la cathédrale de Ripon

Le doyen de Ripon (Dean of Ripon en anglais) est un ecclésiastique anglican du diocèse de Leeds. Le doyen est le chef primus inter pares du chapitre de chanoines de la cathédrale de Ripon - ses prédécesseurs étaient doyens de la même église quand elle était auparavant la cathédrale du diocèse de Ripon et un minster dans le diocèse de York.

## Liste des doyens
| - 1604–1608 Moses Fowler - 1608–1624 Anthony Higgin - 1624–1634 John Wilson - 1635–1645 Thomas Dodd - 1646–1662 poste vacant – Commonwealth of England, Scotland and Ireland - 1663–1672 John Wilkins - 1674–1675 John Neile - 1675–1675 Thomas Tully - 1675–1686 Thomas Cartwright - 1686–1710 Christopher Wyvill - 1710–1750 Heneage Dering - 1750–1791 Francis Wanley - 1791–1828 Darley Waddilove - 1828–1836 James Webber | - 1836–1847 James Webber - 1847–1859 Hon Henry Erskine (fils de Lord Erskine) - 1859–1860 Thomas Garnier - 1860–1868 William Goode - 1868–1876 Hugh Boyd M‘Neile - 1876–1876 Sydney Turner - 1876–1895 William Fremantle (oncle) - 1895–1914 Hon William Fremantle (neveu) - 1915–1940 Mansfield Owen - 1941–1951 Godwin Birchenough - 1951–1967 Llewelyn Hughes - 1968–1984 Edwin Le Grice - 1984–1995 Christopher Campling - 1995–2005 John Methuen (prêtre) - 2007–2013 Keith Jukes - 2014–present John Dobson |

## Sources
- British History Online – Fasti Ecclesiae Anglicanae 1541–1857 – Deans of Ripon (Cathedral)